# Naturschutzgebiet Altehaier Bruch

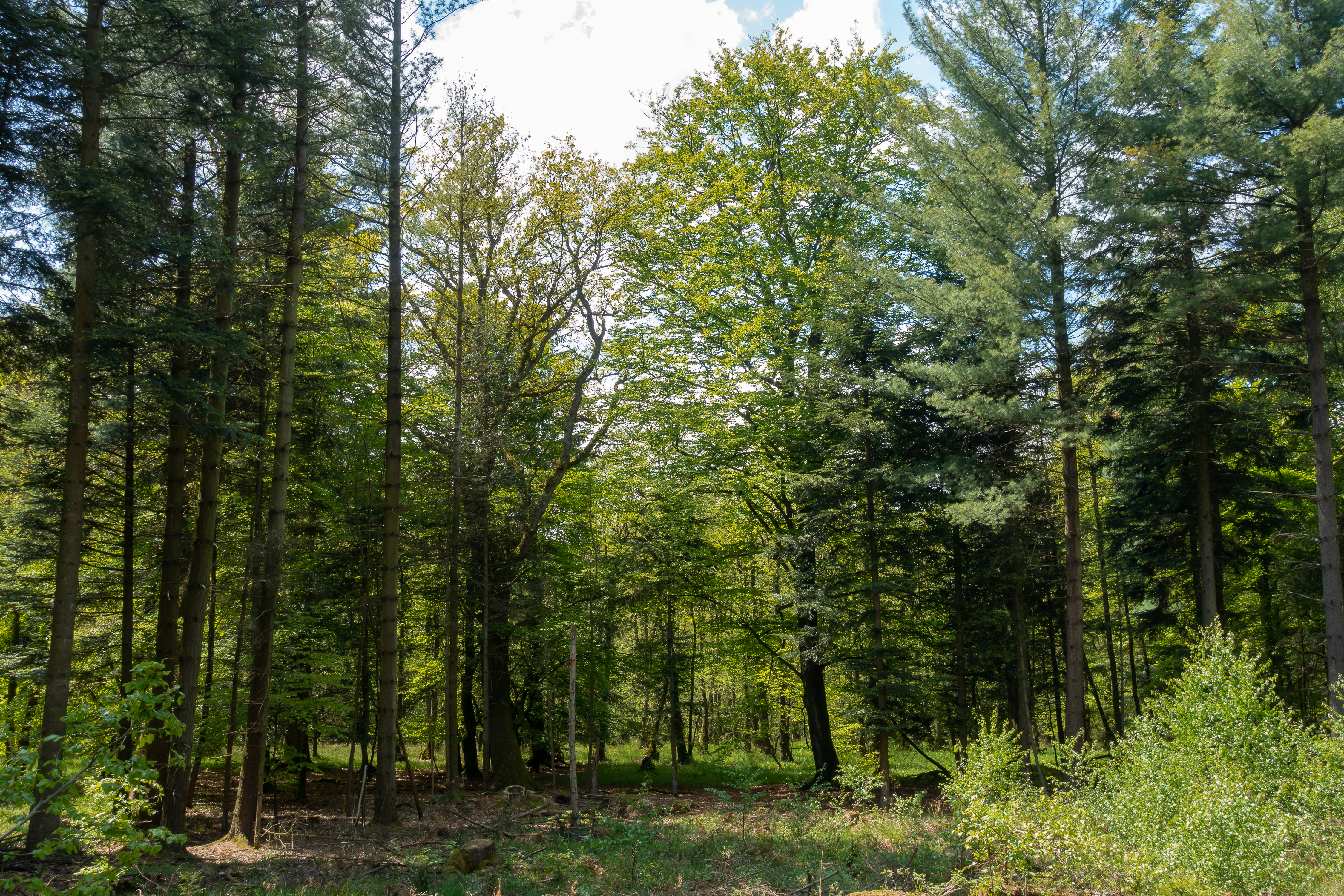
Naturschutzgebiet Altehaier Bruch

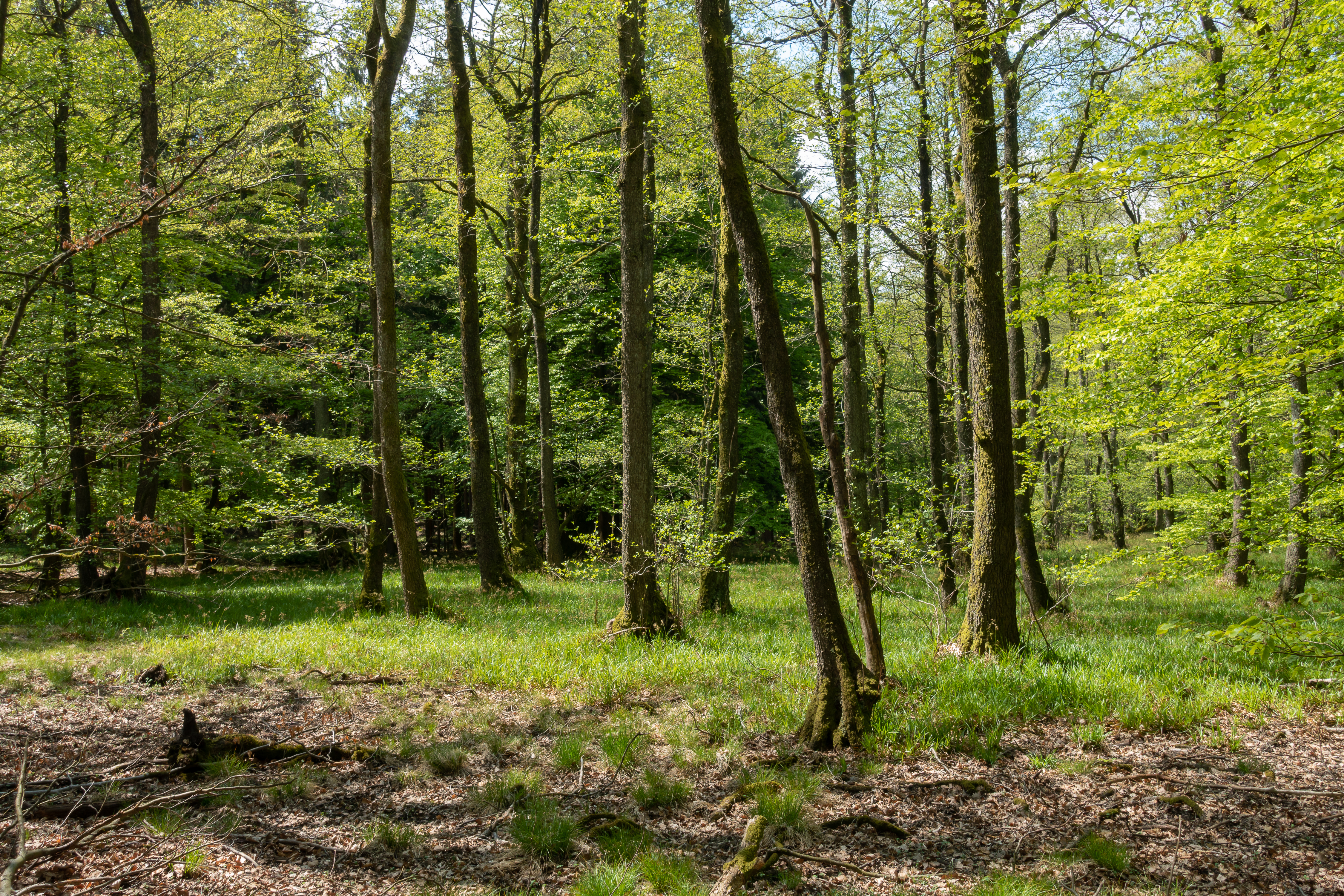
Bruchwald

Das Naturschutzgebiet Altehaier Bruch mit 2,6 ha Flächengröße liegt im Stadtgebiet von Bad Wünnenberg im Kreis Paderborn. Das Naturschutzgebiet (NSG) wurde 1996 vom Kreistag mit dem Landschaftsplan Büren-Wünnenberg ausgewiesen. Das Gebiet ist seit 2004 auch als Teil des FFH-Gebiet Bredelar, Stadtwald Marsberg und Fürstenberger Wald (DE 4518-305) geschützt, zu dem auch der ganze umgebende Wald gehört. Das NSG gehört seit 2023 zum Vogelschutzgebiet Diemel- und Hoppecketal mit angrenzenden Wäldern.

## Gebietsbeschreibung
Beim NSG handelt es sich um zwei naturnahe Erlenbruchwälder mit einem feuchten Quellgebiet im Fürstenberger Wald. Der Bruchwald wurde ehemals als Niederwald bewirtschaftete. Die Erlenbruchwälder entwässern zu verschiedenen Quellbächen, die von schmaleren Erlen-Eschen-Wäldern begleitet werden und schließlich beide in die Kleine Aa münden. An den südwestlichen Bach wurde ein kleiner Teich angelegt worden. Im Bereich der Wasserscheide zwischen den beiden Bächen dominieren Buchen und Eichen im starken Baumholzalter den Baumbestand. Das Gebiet ist Nahrungshabitat u. a. des Schwarzstorches. Zur weiteren Optimierung sollte laut Ausweisung die mittelfristige Umwandlung von Nadelholzbeständen in standortgerechte Laubwälder erfolgen. Die Erhaltung von Alt- und Totholz ist vorgesehen. Im NSG kommen seltene Tier- und Pflanzenarten vor. Für Bereiche des NSG, welche Privatwald des Grafen von Westphalen sind, wurde 2001 ein Vertrag zum Schutz und Erhaltung geschlossen.